# クライテリア・スタジオ

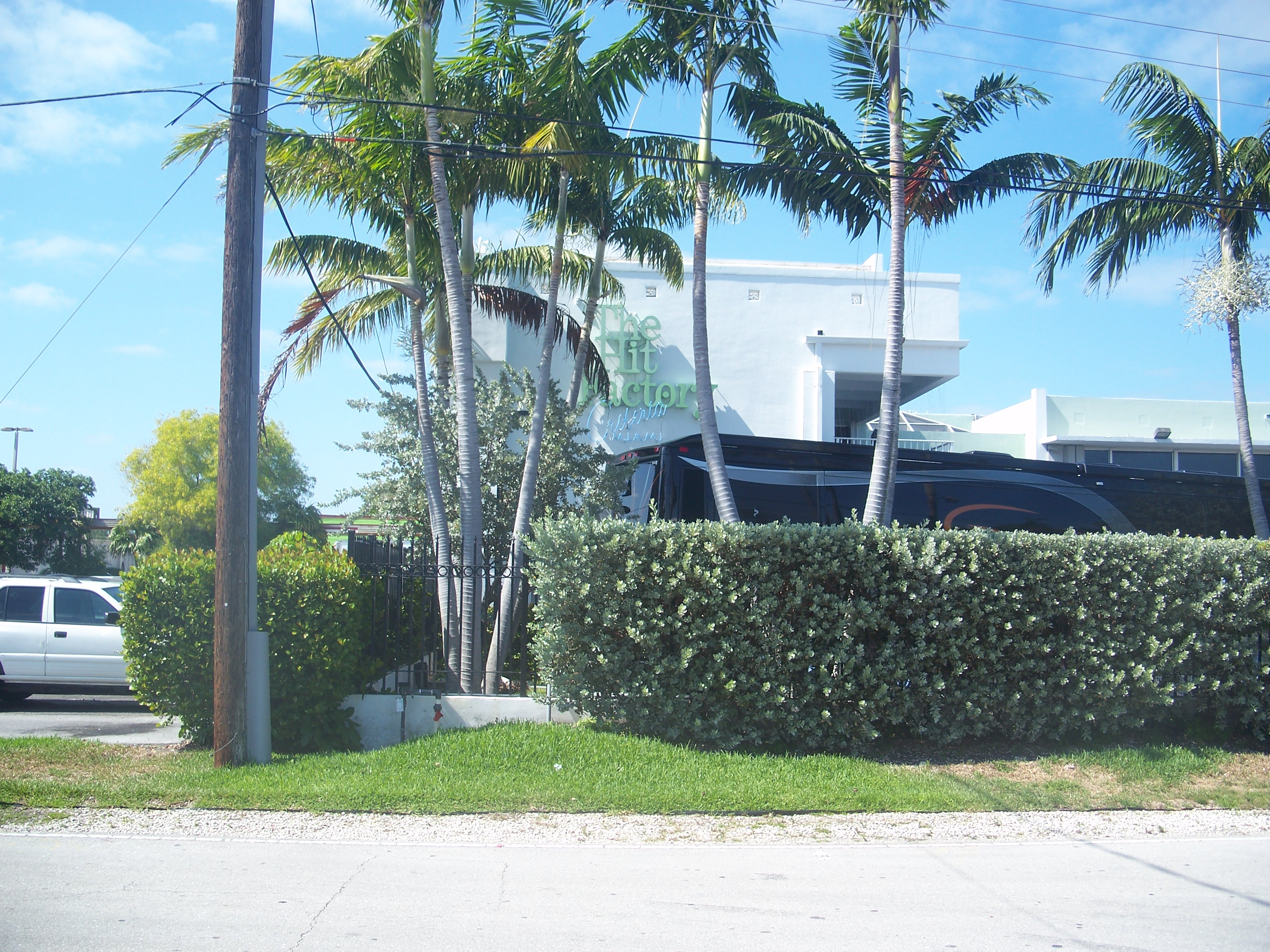
クライテリア・スタジオ「ザ・ヒット・ファクトリー・クライテリア・マイアミ」（フロリダ州マイアミ149番通りNE1755、2011年）

クライテリア・スタジオ (Criteria Studios) は、1958年にマック・エマーマンによってフロリダ州マイアミに建てられた音楽録音スタジオである。
1999年にザ・ヒット・ファクトリーがクライテリア・スタジオを買収し、ザ・ヒット・ファクトリー・クライテリア・マイアミとして再オープンした。

## 著名な利用アーティスト
以下の一覧は、このスタジオでシングル/アルバムの録音をしたアーティストの抜粋である。
| - ツー・ライヴ・クルー - 10000マニアックス - ABBA - AC/DC - オールマン・ブラザーズ・バンド - エアロスミス - アレサ・フランクリン - アンディ・ギブ - ビージーズ | - ブラック・サバス - ボブ・ディラン - ボブ・マーリー - ボブ・シーガー - クロスビー、スティルス&ナッシュ - デヴィッド・ボウイ - デレク・アンド・ザ・ドミノス - ドクター・ドレー - イーグルス | - エリック・クラプトン - エクスポゼ - フリートウッド・マック - ジャッキー・グリーソン - ジェームス・ブラウン - ジョン・メレンキャンプ - 加藤和彦 - レニー・クラヴィッツ - レス・ザン・ジェイク | - レーナード・スキナード - マナサス - マライア・キャリー - マリリン・マンソン - ミンク・デヴィル - R.E.M. - R・ケリー - イングヴェイ・マルムスティーン - ドクター・ジョン |